# 赫魯希夫卡 (卡姆揚斯凱區)
48°17′0″N 34°34′47″E / 48.28333°N 34.57972°E
赫魯希夫卡（羅馬化：Hrushivka）是烏克蘭的村落，位於該國中部第聶伯羅彼得羅夫斯克州，由卡姆揚斯凱區負責管轄，處於赫魯希夫卡河畔，距離梅若韦3.5公里，海拔高度123米，2001年人口10。